# Késsila Miranda
Késsila Miranda (Governador Valadares, 20 de junho de 1993) é uma policial, modelo, miss, digital influencer e escritora brasileira. Ficou conhecida por ser a primeira brasileira Policial e Miss matéria exibida pelo Domingo espetacular. Em 2019, lançou o seu primeiro livro  Você pode ser o que quiser a vida é essa e uma só em que compartilha todas as suas vivências, erros, acertos e seus aprendizados. Acredita que se apenas uma frase do que ela escrever fazer sentido para alguém,  já terá cumprido seu propósito: ‘‘Impactar positivamente a vida de alguém, pois o que importa não são números, mas pessoas”. 

## Trajetória

### Modelo
Késsila Miranda foi modelo dos 15 aos 19 anos. Residiu na cidade de São Paulo e posteriormente em Istambul-Turquia no ano de 2012. Retornou ao Brasil em 2013 encerrando sua carreira como modelo internacional.

### Concursos de beleza
Iniciou nos concursos de beleza em 2017, quando venceu o concurso de Miss Mundo Governador Valadares sua cidade natal. Com a vitória, foi para a etapa estadual do concurso de Miss Minas Gerais 2017, realizado na cidade de Patos de Minas-MG, ao final do concurso, ficou entre as três finalistas da competição, terminando em terceiro lugar. No entanto, a repercussão foi tamanha que foram realizadas diversas entrevistas por ser a primeira brasileira policial e miss. O Domingo Espetacular reproduziu sua história.  
Em setembro de 2018, foi convidada para participar do concurso de Miss Brasil Empresarial, ocorrido em Belém- PA, representando o estado de Minas Gerias, sendo condecorada com o quarto lugar, recebendo o título pela colocação de Miss Brasil Hispano-america INTL 2019 - que concorreria na Republica dominicana em agosto de 2019 ao título internacional, porem devido a rotina policial não pode cumprir a agenda dos compromissos referentes ao título, teve que desistir do título, sendo substituída por outra candidata. 
Em dezembro de 2018 participou do Miss Brasil Oficial, representando Minas Gerais , sagrando-se Miss Brasil Pró- Beleza 2018, ocupando a terceira colocação do certame.

#### Titulos Conquistados
- Miss Governador Valadares CNB 2017
- Miss Minas Gerais Empresarial 2018
- Miss Brasil Hispano-América 2019 (destronada)
- Miss Brasil Pró- Beleza 2018

### Policial Militar
Ingressou na Policia Militar do Estado de Minas Gerais em 1 de janeiro de 2014, na Escola de Formação de Soldado- EFSD, em Belo Horizonte - MG, formando-se soldado primeira classe em dezembro de 2014. Em 2015, retornou para Academia de Policia Militar (APM) onde, em 15 de dezembro de 2016, foi declarada pela Escola de Formação de Sargentos(EFAS) 3º Sargento da Policia Militar do estado de Minas Gerais.

#### Formação Militar
- Curso Superior de Tecnologia em Atividades de Polícia Ostensiva/Curso de Formação de Soldados PMMG(CSTAPO/CFSd)2014.
- CURSO SUPERIOR DE TECNOLOGIA EM SEGURANÇA PÚBLICA/ CURSO DE FORMAÇÃO DE SARGENTOS PMMG (CSTSP/CFS)2016.

### Escritora
Lançou seu livro no ano de 2019, intitulado Você pode ser o que quiser, a vida é essa e uma só, atraves da Editora Autografia, onde relata sua trajetória, erros acertos e dificuldades enfrentadas por ser policial e miss, e trás a mensagem de  que tudo que queira realizar desprenderá esforços e sacrifícios, e ter essa consciencia é o segredo para se manter entre as dificuldades. Mostra para as mulheres que a maior conquista como mulher é o poder de escolha, todas podem ser o que quiserem.